# Lozio
Lozio là một đô thị trong tỉnh tỉnh Brescia thuộc vùng Lombardia, Ý. Đô thị này có diện tích 23 km², dân số 405 người. Các đơn vị dân cư trực thuộc là: Các đô thị giáp ranh gồm: Cerveno, Malegno, Ossimo, Schilpario